# Aparat Graefego

Aparat Graefego to rodzaj sprzętu laboratoryjnego służącego do ekstrakcji trudno rozpuszczalnych substancji. Składa się z ogrzewanej kolby zawierającej wrzący rozpuszczalnik, na której wylocie osadzona jest chłodnica zwrotna skraplająca pary rozpuszczalnika, który powracając do kolby spływa do koszyka umieszczonego nad tą cieczą. Skutkiem tego substancja, z której ekstrahowane są składniki, omywana jest cały czas czystym rozpuszczalnikiem.
Aktualnie aparat Graefego został niemal całkowicie wyparty przez skuteczniejszy aparat Soxhleta.